# Lou McGarity
Lou McGarity (Athens (Georgia), 22 juli 1917 – Alexandria (Virginia), 28 augustus 1971) was een Amerikaanse jazzzanger, -violist en -trombonist tijdens de late jaren 1930 en 1940. Nadat hij in het leger had gediend, was hij studiomuzikant in New York die 's nachts in clubs optrad met Eddie Condon en de Lawson/Haggard-band. Hij maakte eind jaren 1960 deel uit van 's werelds grootste jazzband.

## Biografie
Lou McGarity begon zijn carrière bij Ben Bernie (1938/40) en werd bekend als lid van het orkest en sextet van Benny Goodman, waarvan hij in de jaren 1940 lid was. Als solist speelde hij in nummers als Limehouse Blues en If I Had You (1941). Gedurende deze tijd speelde hij ook met Raymond Scott (1942/1943) en Eddie Condon, verder werkte hij als studiomuzikant in New York, zoals in 1944 met de V-Disc All-Stars. In de jaren 1940 en 1950 speelde McGarity met The Metronome All-Stars (1941), Neal Hefti, Cootie Williams, Peanuts Hucko, George Wettling, Max Kaminsky en Muggsy Spanier. McGarity trad ook op als studiomuzikant in de tv-show van Arthur Godfrey (Arthur Godfrey's Talent Scouts). Als lid van het Joe Lipman Orchestra begeleidde hij Charlie Parker bij de opname van I Can't Get Started en What Is This Thing Called Love in februari 1952.
Hij was ook bekend als zanger, bijvoorbeeld met Blues in the Night met het Goodman Sextet in 1941 en als violist in Tennessee Waltz bij Yank Lawson/Bob Haggart. Eind jaren 1950 nam hij onder eigen naam meerdere albums op, zoals Like It Hot (1958) en was hij onder meer een veelgevraagd sessiemuzikant in het orkest van Ray Conniff.
Volgens Jörgensen/Wiedemann wordt zijn spel op de trombone beïnvloed door Jack Teagarden en J.C. Higginbotham.

## Overlijden
Lou McGarity overleed in augustus 1971 op 54-jarige leeftijd.

## Discografie

### Als leader
- 1957: Music from Some Like it Hot (Jubilee Records)
- 1960: Blue Lou (Argo Records)

### Als sideman
Met Kenny Davern
- A Night With Eddie Condon (Arbors Records)

Met Benny Goodman
- Peggy Lee & Benny Goodman: The Complete Recordings (Columbia Records)

Met Urbie Green
- 1956: All About Urbie Green and His Big Band (ABC-Paramount)

Met Bobby Hackett
- 1967: Creole Cookin' (Verve Records)

Met J.J. Johnson
- 1963: J.J.'s Broadway (Verve)

Met Jimmy McPartland
- The Music Man Goes Dixieland (Epic Records)

Met Charlie Parker
- 1954: Big Band (Clef Records)

Met the World's Greatest Jazz Band
- The World's Greatest Jazz Band Volume II (Douglass)

Met Cootie Williams
- 1958: Cootie Williams in Hi-Fi (RCA Victor)